# 関四郎五郎
関 四郎五郎（せき しろごろう、1908年4月23日 - 1971年11月7日）は昭和期の洋画家である。春陽会会員。

## 経歴
長野県東筑摩郡芳川村野溝（現在の松本市）に生まれる。名前の由来は、4男（姉を入れると第5子）だったので、末子の意味を込めて名付けられたのだが、その後に5人弟妹ができた。1920年に芳川小学校で開催された岸田劉生個展に深い感銘を受け、画家をこころざす。芳川村農業会に勤めながら独学で絵を描き始める。やがてフランス帰りの宮坂勝が主宰する松本洋画研究会に参加し、洋画を学ぶ。旺玄会展、白日会展、1935年第13回春陽展に初入選する。1937年に二科展に出品し入選、1938年（昭和13年）に上京し、二科会研究所に入所して熊谷守一の指導を受ける。
1940年、結婚を機に松本市口張町（現在の深志3丁目）に家を借りる。1944年、東京に疎開命令が発動され、東京の住まいを引き上げて、松本市郊外の浅間温泉に家を建てる。同温泉に疎開していた石井柏亭と親交を結ぶ。1948年に結成された中信美術会や長野県展では庶務や事務をつとめて几帳面さを発揮した。1950年には現在も残るアトリエを新築して洋画研究所を開いた。1943年第6回文展、1946年第1回日展、1947年第2回日展にも入選している。1941年と1943年には満州に写生旅行に出かける。
戦後は春陽会展に出品をつづけ、1947年春陽会会友となる。その後、1956年には春陽会会員に推挙された。1958年日本橋三越本店で個展を開く。同所では1970年まで6回にわたり個展を開催した。1971年、心筋梗塞のため死去。
地元の松本市では、1968年（昭和43年）井上百貨店で画業35周年展を開き、没後2年目の1973年には代表作50点を集めた遺作展が催された。1993年、八十二銀行別館ギャラリー82で初期の作品も含め52点を集めて関四郎五郎展が開かれた。信州の山々を中心に冬に滞在した伊豆や旅先の北海道などの風景を多く描いた。春陽会会員になった頃から特徴的になった短く太いタッチの描線で知られる。

## 主な作品
- 「春雪」油彩　25号　65.1×80.3cm（1956年）信州大学医学部附属病院蔵
- 「春寒」油彩　50号　91.0×116.7cm（1965年）長野県立美術館蔵
- 「アルプスの空」油彩　100号　130.3×162.1cm（1968年）松本市美術館蔵
- 「上高地霞沢岳」油彩　60号　97.4×130.3cm（1970年）松本市美術館蔵
- 「朝の太陽」油彩　30号  72.7×90.9cm（1971年）松本市美術館蔵